# Moschus chrysogaster
Moschus chrysogaster — це вид кабарги, що походить із східних Гімалаїв у Непалі, Бутані та Індії до високогір'я Тибету. Цей вид зустрічається на висоті 2000–5000 метрів над рівнем моря. Цей вид займає луки, вирубки, чагарники або ялинові ліси, зазвичай віддаючи перевагу затіненим крутим схилам, де люди менше турбують. Харчується в основному кущами, травами, листям, мохом, лишайниками, пагонами, травами та гілками. Серед його основних хижаків — жовтогорла куниця, лисиця, вовк і рись. Повідомляється, що сніговий барс полює на цей вид у Непалі. Він, як правило, поодинокий, сутінковий і безшумний, якщо не тривожити. Розмноження відбувається в основному в листопаді-грудні, при цьому потомство народжується з травня по червень.

## Морфологічні характеристики
Це невеликий олень (40–60 см заввишки) з довгими верхніми іклами, які не ховаються в роті. Його ікла ростуть під час шлюбного сезону і використовуються для спарингів з іншими самцями. Вид досягає довжини голови й тулуба приблизно від 85 до 90 см і ваги від 11 до 18 кг. Хвіст довжиною від 4 до 6 см дуже короткий і голий, за винятком невеликої китиці. Зверху волосяний покрив від червонувато-коричневого до жовто-сірого, а знизу — рудувато-кремово-сірого кольору. Також на спині по середній лінії проходить смуга кремового кольору. Ноги трохи світлішого кольору з сірувато-жовтим відтінком. Характерними є помаранчеве кільце навколо очей, а також великі, схожі на кролячі, світло-коричневі зовні та сірі всередині вуха.